# 荣耀20系列
荣耀20系列是前华为子公司荣耀于2019年发布的旗舰手机系列，包括荣耀20和荣耀20 PRO两款机型。其采用左上角单挖孔全面屏设计，后置四摄，搭载麒麟980芯片，首发搭载基于Android Pie的Magic UI 2.1系统。2021年8月，荣耀20系列支持更新至鸿蒙OS 2.0。

## 设计
荣耀20系列采用了非曲面全面屏设计，前置摄像头居于屏幕左上角，官方称其为“魅眼屏”，而后置摄像头均采用左上角竖置排列，两个型号唯一不同的是闪光灯摆放位置。
中国大陆版荣耀20有幻夜黑（Midnight Black）、幻影蓝（Sapphire Blue）、冰岛白（Icelandic White）及蓝水翡翠（Phantom Blue）四种配色，而荣耀20 PRO有蓝水翡翠、幻夜星河（Phantom Black）及冰岛幻境（Icelandic Frost）三种配色。国际版荣耀20则没有“蓝水翡翠”配色。
荣耀20系列全系采用侧面指纹识别，将指纹识别与电源键合二为一。

## 性能与体验
荣耀20系列搭载海思麒麟980芯片，该芯片亦曾在华为Mate 20系列及华为P30等手机上搭载。
荣耀20系列搭载了华为自研的“GPU TURBO 3.0”，官方宣称可以带来更好的游戏体验。AndroidAuthority认为麒麟980的CPU性能可以与同时期骁龙845相抗衡，但XDA Developers测试的荣耀20的大型游戏表现因其发热过多而并不理想。
荣耀20系列搭载LCD屏幕，支持NFC。

## 摄像

### 后置相机
荣耀20系列搭载后置四摄。
荣耀20与荣耀20 PRO主摄均为4800万像素索尼IMX586传感器，PRO版本的主摄支持OIS光学防抖。
荣耀20 PRO后置相机在该机发布时DXOMARK评分中获得111分，后续DXOMARK更新了对其的评分，将其提高至113分。

### 前置相机
荣耀20系列搭载3200万像素单摄，DXOMARK自拍得分85分。

## 续航
荣耀20搭载3750毫安时电池，而荣耀20 PRO搭载4000毫安时电池，搭载最高22.5W的快充。

## 软件
荣耀20系列发布时搭载基于Android Pie的Magic UI 2.1.0。
作为华为被美国制裁后发布的第一款手机，卫报担忧其受制裁影响而在系统更新方面出现问题。在2021年6月2日华为发布鸿蒙OS 2.0后，荣耀20系列在2021年8月1日收到了鸿蒙OS 2.0的正式版推送。

## 售价
| 国际版售价                                | 国际版售价                                |
| 荣耀20                                    | 荣耀20 Pro                                |
| ----------------------------------------- | ----------------------------------------- |
| €499（6 GB+128 GB）                       | €599（8 GB+256 GB）                       |
| 中国大陆版售价                            |                                           |
| 荣耀20                                    | 荣耀20 Pro                                |
| ¥2699（8 GB+128 GB） ¥2999（8 GB+256 GB） | ¥3199（8 GB+128 GB） ¥3499（8 GB+256 GB） |